# Podauchenius longipes
Genre
Espèce
Podauchenius longipes, unique représentant du genre Podauchenius, est une espèce d'opilions laniatores de la famille des Assamiidae.

## Distribution
Cette espèce se rencontre au Cameroun, au Gabon et au Congo-Kinshasa.

## Description
L'holotype mesure 4,3 mm.

## Publication originale
- Sørensen, 1896 : « Opiliones Laniatores a cl. Dr. Yngwe Sjöstedt in Kamerun (Africa Centrali) collectos. » Entomologisk Tidskrift, vol. 17, p. 177–202 (texte intégral).